# Gulf Winds
Albums de Joan Baez
From Every Stage
(1976) Blowin' Away
(1977)
Gulf Winds est un album de Joan Baez sorti fin 1976, et son dernier chez A&M Records. Il s'agit de l'unique album de sa discographie à ne contenir aucune reprise.

## Titres
Toutes les chansons sont écrites et composées par Joan Baez.
| 1. | Sweeter for Me        | 4:33 |
| 2. | Seabirds              | 4:34 |
| 3. | Caruso                | 3:45 |
| 4. | Still Waters at Night | 3:02 |
| 5. | Kingdom of Childhood  | 7:50 |

| 6. | O Brother!            | 3:20  |
| 7. | Time Is Passing Us By | 3:42  |
| 8. | Stephanie's Room      | 4:05  |
| 9. | Gulf Winds            | 10:30 |

## Musiciens
- Joan Baez : chant, guitare, piano
- Donald « Duck » Dunn : basse
- Jim Gordon : batterie
- Ray Kelly : violoncelle
- Jesse Ehrlich : violoncelle
- Larry Knechtel : piano
- Dean Parks : guitare
- Sid Sharp : violon
- Malcolm Cecil : synthétiseur